# Bekiesza (ubranie)

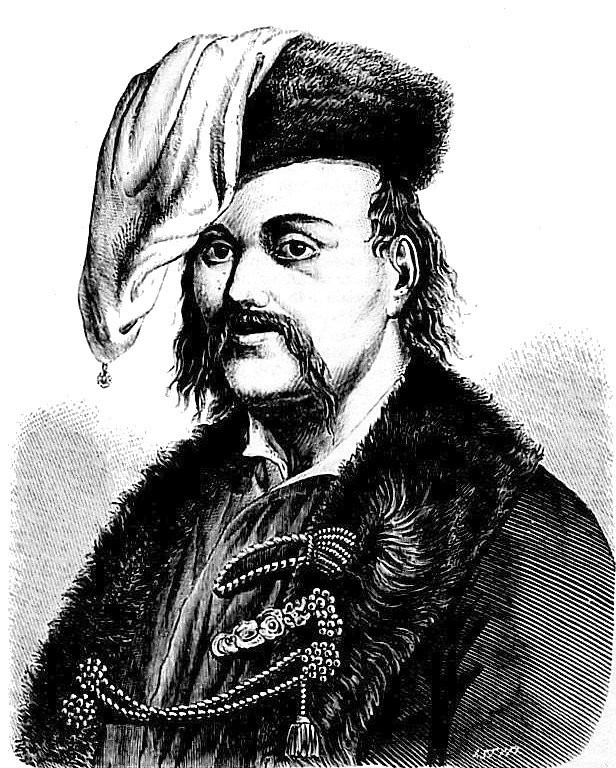
Kasper Bekiesz

Bekiesza (węg. bekes – długi kożuch) – rodzaj dawnego płaszcza męskiego, podszytego futrem, wciętego w talii i ozdabianego na piersiach szamerunkiem, zapinanego na pętlice, sięgającego poniżej kolan. Dawny ubiór podróżny i na polowanie. Zazwyczaj na tyle obszerna, że noszono ją na inne okrycie.
W Polsce przyjęła się za sprawą Węgra Kaspra Bekiesza, starosty lanckorońskiego za panowania Stefana Batorego. W XVIII wieku była popularna wśród ubogiej szlachty i mieszczan, z czasem, w XIX wieku, stała się elementem eleganckiego męskiego stroju oficjalnego. Znana była tylko w Europie Wschodniej w regionach o surowych zimach. Sprawdzała się w czasie zimowych podróży saniami. W latach 20. XX wieku była już rzadkością.
Bekiesza była też częścią ubioru polskiej kawalerii w XIX wieku, później wykorzystywana przez powstańców. Została przyprowadzona do Prus przez uciekających powstańców  w 1830 roku.

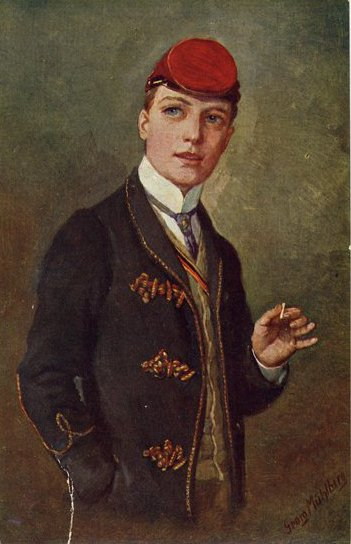
Georg Mühlberg "Im ersten Semester" (rok 1900) (niem. pierwszy semestr). Student w tradycyjnym stroju korporacji

Dzisiaj wykorzystywana jako ubiór świąteczny przez korporacje akademickie.
Z powodu wielkiego zainteresowania oraz wsparcia dla Polski przez niemieckie korporacje akademickie została przyjęta do ubioru. Do dziś jest używana przy wielkich świętach i zastępuje marynarkę.
Po niemiecku zwana Pekesche, noszona jest na oficjalnych i świątecznych spotkaniach. W większości noszona jest przez zarząd, ale i również przez zwykłych członków.
Barwy bekieszy odpowiadają barwom korporacji.
Kolorystyka sukna, oraz wyszywanych ozdób bekieszy może być zależna od statusu noszącego w korporacji.
Wyróżniamy:
- Bekieszę fuksowską
- Bekieszę barwiarską
- Bekieszę nieaktywnego

Bekieszę nosi się tak jak marynarkę, tzn. pod nią nosimy koszulę i krawat. Podobnie jak marynarkę czy mundur, powinno się ją podczas oficjalnych spotkań nosić zapiętą. Od tej reguły jednak stosuje się liczne wyjątki, zależne od okoliczności oraz zwyczaju. Gdy bekieszę mamy zamiar nosić cały czas zapiętą, bandę zakładamy na bekieszę, w pozostałych przypadkach pod.